# Назарова Тетяна Вікторівна
Тетя́на Ві́кторівна Наза́рова (нар. 21 листопада 1933, Київ — пом. 18 квітня 1976, Київ) — український мовознавець, кандидат філологічних наук (1964 р.). Займалася питаннями фонетики, діалектології, міжмовних контактів, лінгвогеографії.
Закінчила в 1956 р. Київський університет. Працювала з 1957 р. в Інституті мовознавства АН УРСР. У 1973-1976 рр. керувала групою діалектології.

## Основні праці
- «Українські говірки на Далекому Сході», 1967;
- «Сучасний стан і перспективи розвитку української діалектології», 1968;
- «До проблеми українського ікавізму», 1971;
- «Акання в українських говорах», 1977;
- «Білорусько-українські ізоглоси нижньої Прип'яті», 1963;
- «Українсько-білоруська мовна межа в районі нижньої Прип'яті», 1964;
- "Спроба картографування фонемних структур в «Атласі української мови», 1965;
- «Відбиття структурно-генетичних зв'язків в Атласі української мови», 1966;
- «Про картографування комплексних лінгвістичних одиниць», 1974;
- «Лінгвістичний атлас нижньої Прип'яті», 1985.

Назарова Т. В. — одна з авторів і редакторів «Атласу української мови», співавтор хрестоматії українських говорів — «Говори української мови. Збірник текстів» (1977 р.). Працювала над підготовкою українських матеріалів до загальнослов'янського лінгвістичного атласу.